# Nicolae Rosetti-Roznovanu
Nicolae Rosetti-Roznovanu (né le 7 février 1842 à Iași (Moldavie) où il est mort le 22 octobre 1891) est un avocat et un homme politique roumain.

## Biographie
Fils de Nicolae Rosetti-Roznovanu et Maria Ghica-Comanesti, il est également le neveu du grand logothète Gheorghe Rosetti. Il étudie à Paris où il obtient son baccalauréat et son diplôme de droit (1858-1861). À son retour au pays, il est nommé juge au tribunal de Iaşi. Il réside au palais Roznovanu.
Issu d'une famille noble et fortunée, l'ambition de sa mère, la mémoire de son grand-père et de son père et la volonté de ses amis russophiles le proposent comme candidat au trône de Moldavie, en opposition à la candidature de Charles de Hohenzollern-Sigmaringen élu souverain des principautés moldo-valaques le 13 avril 1866. Des boyards moldaves, adversaires d'Alexandre Jean Cuza, prince déposé, l'estiment être le candidat idéal au trône d'une Moldavie qui serait de nouveau séparée de la Valachie.
Rosetti-Roznovanu accepte la proposition des boyards. Cependant, le gouvernement de Bucarest, troublé par les nouvelles de Iasi, y envoie Nicolae Golescu, membre de la régence princière, pour s'assurer que les instructions du gouvernement seraient suivies, tout en maintenant l'union. Nicolae Rosetti-Roznovanu annonce qu'il ne pouvait pas accepter la nomination d'un prince étranger et décide définitivement de la séparation de la Moldavie. Son idée est rapidement acceptée et acclamée par ses partisans. Un comité de 16 personnes est immédiatement formé pour superviser le déroulement des élections à l'Assemblée électorale (prévues les 21 et 19 avril 1866) pour prononcer une « sécession ».
Un coup d'État éclate dans la capitale moldave. Le bilan est estimé à 12 morts et 16 blessés. Nicolae Rosetti-Roznovanu et d'autres conspirateurs sont jugés et emprisonnés. Le premier acte signé par le nouveau prince, Carol Ier, le 22 mai 1866, est l'amnistie des personnes arrêtées 
« pour crimes et délits politiques ». 
En 1868, il est élu conseiller municipal et député. En 1877, il se distingue dans la guerre d'indépendance roumaine à la bataille de Plevna par son courage et sa bravoure unanimement reconnus.